# Andelnans
Andelnans est une commune française située dans le département du Territoire de Belfort, en Franche-Comté, dans la région administrative Bourgogne-Franche-Comté.

## Géographie

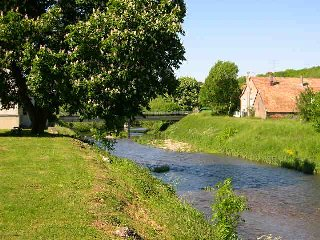
La Savoureuse à Andelnans.

Situé en Franche-Comté, le village d'Andelnans se trouve sur la rive gauche de la Savoureuse, une rivière prenant sa source au Ballon d'Alsace. Grâce à sa position stratégique, il a toujours constitué un lieu de passage et d'échanges : d'abord traversé par une voie romaine reliant Danjoutin à Sévenans, il a ensuite été desservi par la route de Belfort à Montbéliard, la ligne ferroviaire Belfort-Delle, un chemin de fer à voie étroite (actif de 1913 à 1948), le canal de Montbéliard à la Haute-Saône, puis, à partir de la fin des années 1970, par l'autoroute A36. Depuis l'arrivée de cette dernière, la zone située entre l'autoroute et la Savoureuse a été aménagée en un vaste espace dédié aux activités commerciales et artisanales. Parallèlement, plusieurs lotissements ont vu le jour, notamment le hameau résidentiel de Froideval, implanté dans une clairière du Grand Bois. Ces aménagements ont favorisé la croissance démographique du village, dont la population est passée de 397 habitants en 1962 à 1 203 en 1999.

### Climat
Pour des articles plus généraux, voir Climat de la Bourgogne-Franche-Comté et Climat du Territoire de Belfort.
En 2010, le climat de la commune est de type climat de montagne, selon une étude du Centre national de la recherche scientifique s'appuyant sur une série de données couvrant la période 1971-2000. En 2020, Météo-France publie une typologie des climats de la France métropolitaine dans laquelle la commune est exposée à un climat semi-continental et est dans la région climatique Vosges, caractérisée par une pluviométrie très élevée (1 500 à 2 000 mm/an) en toutes saisons et un hiver rude (moins de 1 °C).
Pour la période 1971-2000, la température annuelle moyenne est de 9,7 °C, avec une amplitude thermique annuelle de 17,4 °C. Le cumul annuel moyen de précipitations est de 1 182 mm, avec 13,3 jours de précipitations en janvier et 10,7 jours en juillet. Pour la période 1991-2020, la température moyenne annuelle observée sur la station météorologique de Météo-France la plus proche, « Dorans », sur la commune de Dorans à 3 km à vol d'oiseau, est de 10,9 °C et le cumul annuel moyen de précipitations est de 974,0 mm. 
La température maximale relevée sur cette station est de 38,1 °C, atteinte le 24 juillet 2019 ; la température minimale est de −16 °C, atteinte le 20 décembre 2009,,.
Les paramètres climatiques de la commune ont été estimés pour le milieu du siècle (2041-2070) selon différents scénarios d'émission de gaz à effet de serre à partir des nouvelles projections climatiques de référence DRIAS-2020. Ils sont consultables sur un site dédié publié par Météo-France en novembre 2022.

## Urbanisme

### Typologie
Au 1er janvier 2024, Andelnans est catégorisée ceinture urbaine, selon la nouvelle grille communale de densité à sept niveaux définie par l'Insee en 2022.
Elle est située hors unité urbaine. Par ailleurs la commune fait partie de l'aire d'attraction de Belfort, dont elle est une commune de la couronne,. Cette aire, qui regroupe 91 communes, est catégorisée dans les aires de 50 000 à moins de 200 000 habitants,.

### Occupation des sols
L'occupation des sols de la commune, telle qu'elle ressort de la base de données européenne d’occupation biophysique des sols Corine Land Cover (CLC), est marquée par l'importance des territoires agricoles (36,9 % en 2018), en diminution par rapport à 1990 (38,4 %). La répartition détaillée en 2018 est la suivante : 
forêts (33 %), terres arables (24,3 %), zones urbanisées (16,5 %), zones industrielles ou commerciales et réseaux de communication (11,9 %), zones agricoles hétérogènes (6,4 %), prairies (6,2 %), eaux continentales (1,6 %). L'évolution de l’occupation des sols de la commune et de ses infrastructures peut être observée sur les différentes représentations cartographiques du territoire : la carte de Cassini (XVIIIe siècle), la carte d'état-major (1820-1866) et les cartes ou photos aériennes de l'IGN pour la période actuelle (1950 à aujourd'hui).

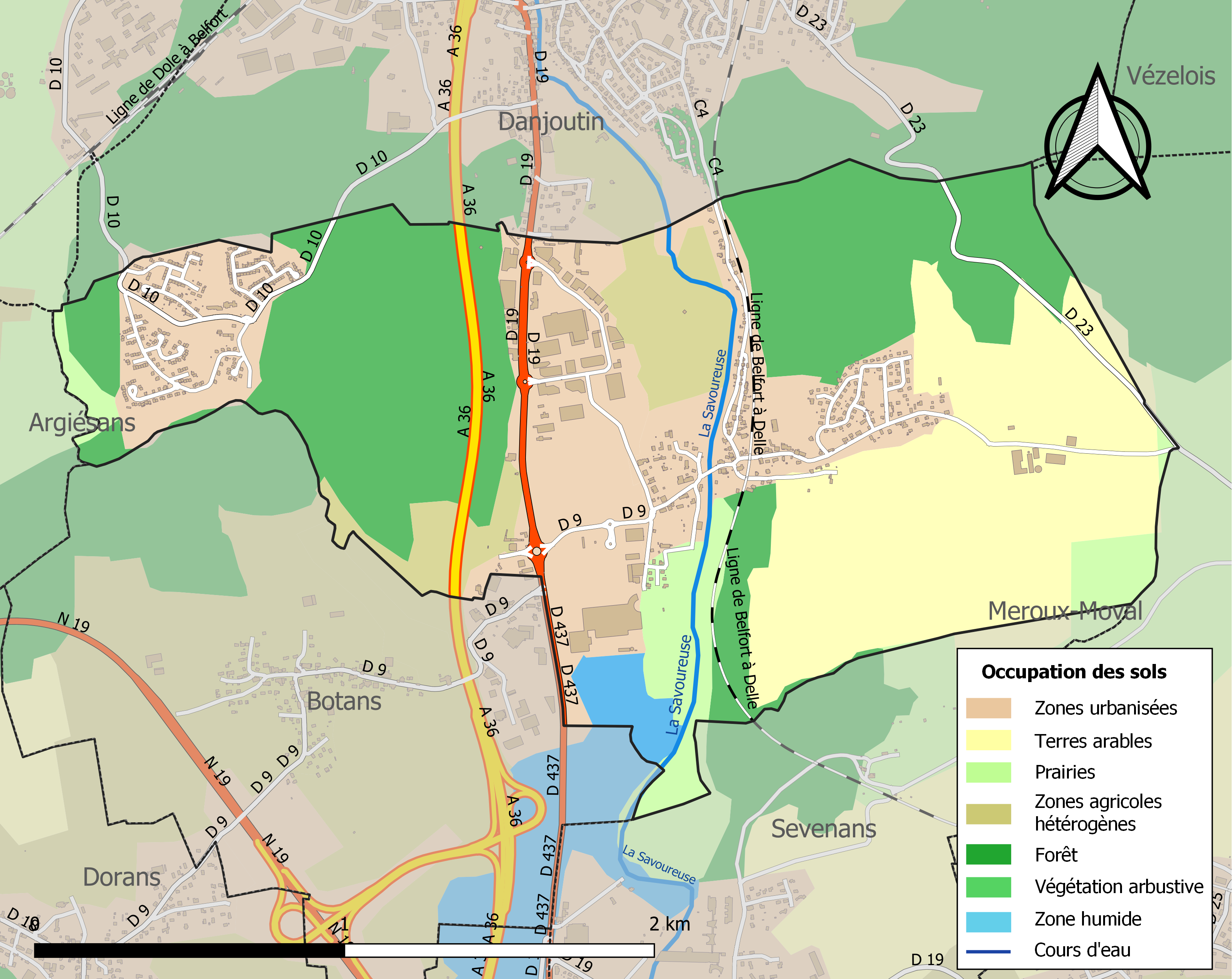
Carte des infrastructures et de l'occupation des sols de la commune en 2018 (CLC).

## Toponymie
- Le nom d'Andelnans est cité pour la première fois dans un acte de 1302. Le village faisait alors partie de la mairie de l'Assise-sur-l'Eau et du comté de Montbéliard.
- Adelans (1302), Andelnach (1394), Andellenains (1644), Andelenans (1655).

## Histoire
En 1333, Andelnans subit le sort de Belfort et revient à Jeanne de Montbéliard, héritière de Renaud de Bourgogne. Au partage de la succession de Jeanne en 1347, le domaine d'Andelnans échoit à la maison d'Autriche, le nom du village se germanise en Andelnach. Au XVIIIe siècle, on extrayait encore du minerai de fer en grain destiné à être traité dans les fourneaux de Belfort et de Châtenois-les-Forges.

## Population et société

### Démographie
Les habitants sont nommés les Andelnanais.

L'évolution du nombre d'habitants est connue à travers les recensements de la population effectués dans la commune depuis 1793. Pour les communes de moins de 10 000 habitants, une enquête de recensement portant sur toute la population est réalisée tous les cinq ans, les populations de référence des années intermédiaires étant quant à elles estimées par interpolation ou extrapolation. Pour la commune, le premier recensement exhaustif entrant dans le cadre du nouveau dispositif a été réalisé en 2008.

En 2022, la commune comptait 1 123 habitants, en évolution de −7,27 % par rapport à 2016 (Territoire de Belfort : −2,78 %, France hors Mayotte : +2,11 %).
| 1793 | 1800 | 1806 | 1821 | 1831 | 1836 | 1841 | 1846 | 1851 |
| ---- | ---- | ---- | ---- | ---- | ---- | ---- | ---- | ---- |
| 260  | 139  | 277  | 319  | 331  | 319  | 295  | 319  | 326  |

| 1856 | 1861 | 1866 | 1872 | 1876 | 1881 | 1886 | 1891 | 1896 |
| ---- | ---- | ---- | ---- | ---- | ---- | ---- | ---- | ---- |
| 314  | 280  | 259  | 226  | 294  | 241  | 250  | 248  | 284  |

| 1901 | 1906 | 1911 | 1921 | 1926 | 1931 | 1936 | 1946 | 1954 |
| ---- | ---- | ---- | ---- | ---- | ---- | ---- | ---- | ---- |
| 269  | 326  | 401  | 295  | 285  | 300  | 303  | 313  | 358  |

| 1962 | 1968 | 1975 | 1982  | 1990  | 1999  | 2006  | 2008  | 2013  |
| ---- | ---- | ---- | ----- | ----- | ----- | ----- | ----- | ----- |
| 408  | 745  | 660  | 1 485 | 1 324 | 1 203 | 1 254 | 1 268 | 1 228 |

| 2018  | 2022  | - | - | - | - | - | - | - |
| ----- | ----- | - | - | - | - | - | - | - |
| 1 186 | 1 123 | - | - | - | - | - | - | - |

### Enseignement
La commune d’Andelnans et le quartier de Froideval dépendent du collège W. A. Mozart de Danjoutin et des lycées Condorcet/Follereau pour le second degré.

### Santé
L'hôpital le plus proche est l'hôpital Nord Franche-Comté situé entre Belfort et Montbéliard, à Trévenans,.

## Culture locale et patrimoine

### Lieux et monuments
Début 2017, la commune est « réputée sans clochers ».

### Personnalités liées à la commune
- Maurice Ehlinger (1896-1981), peintre français résidant dans la commune.

### Héraldique
| Armes de Andelnans | Les armes peuvent se blasonner ainsi : d'argent au tau d'azur, à la bordure de gueules. |

## Pour approfondir